# Danas Pozniakas
Danas Pozniakas (19 ottobre 1939 – Vilnius, 4 febbraio 2005) è stato un pugile lituano che ha gareggiato per l'Unione Sovietica, vincendo la medaglia d'oro alle Olimpiadi di Città del Messico 1968 nei pesi mediomassimi.

## Palmarès

### Olimpiadi
- 1 medaglia:
  - 1 oro (Città del Messico 1968 nei -81 kg)

### Europei dilettanti
- 4 medaglie:
  - 3 ori (Berlino 1965 nei -81 kg; Roma 1967 nei -81 kg; Bucarest 1969 nei -81 kg)
  - 1 argento (Mosca 1963 nei -81 kg)